# Jiang Xinyu
Pour les articles homonymes, voir Jiang.
Dans ce nom chinois, le nom de famille, Jiang, précède le nom personnel.
Jiang Xinyu (en chinois simplifié : 蒋 欣玗 ; pinyin : Jiǎng Xīnyú), née le 3 mars 1999, est une joueuse de tennis chinoise professionnelle.

## Carrière
Évoluant principalement sur le circuit ITF, elle y a remporté 18 titres en double.
En 2017, âgée de seulement 18 ans, elle remporte son premier titre en double sur le circuit WTA à Nanchang, associée à Tang Qianhui.
En janvier 2025, elle remporte un 4e titre en double à Auckland. Elle récidive une semaine plus tard en remportant le tournoi de Hobart également avec sa partenaire taïwanaise Wu Fang-hsien.

## Palmarès

### Titres en double dames
| No | Date       | Nom et lieu du tournoi                        | Catégorie | Dotation  | Surface    | Partenaire    | Finalistes                           | Score     |          |
| -- | ---------- | --------------------------------------------- | --------- | --------- | ---------- | ------------- | ------------------------------------ | --------- | -------- |
| 1  | 24-07-2017 | Jiangxi Open Nanchang                         | Intern'l  | 250 000 $ | Dur (ext.) | Tang Qianhui  | Alla Kudryavtseva Arina Rodionova    | 6-3, 6-2  | Parcours |
| 2  | 23-07-2018 | Jiangxi Open Nanchang                         | Intern'l  | 226 750 $ | Dur (ext.) | Tang Qianhui  | Lu Jing-Jing You Xiaodi              | 6-4, 6-4  | Parcours |
| 3  | 18-09-2023 | Galaxy Holding Group Guangzhou Open Guangzhou | WTA 250   | 259 303 $ | Dur (ext.) | Guo Hanyu     | Eri Hozumi Makoto Ninomiya           | 6-3, 7-64 | Parcours |
| 4  | 30-12-2024 | ASB Classic Auckland                          | WTA 250   | 275 094 $ | Dur (ext.) | Wu Fang-hsien | Aleksandra Krunić Sabrina Santamaria | 6-3, 6-4  | Parcours |
| 5  | 06-01-2025 | Hobart international Hobart                   | WTA 250   | 275 094 $ | Dur (ext.) | Wu Fang-hsien | Monica Niculescu Fanny Stollár       | 6-1, 7-66 | Parcours |

### Finales en double dames
| No | Date       | Nom et lieu du tournoi             | Catégorie | Dotation    | Surface    | Vainqueures                    | Partenaire    | Score            |          |
| -- | ---------- | ---------------------------------- | --------- | ----------- | ---------- | ------------------------------ | ------------- | ---------------- | -------- |
| 1  | 25-09-2023 | Ningbo Open Ningbo                 | WTA 250   | 259 303 $   | Dur (ext.) | Laura Siegemund Vera Zvonareva | Guo Hanyu     | 4-6, 6-3, [10-5] | Parcours |
| 2  | 08-01-2024 | Hobart international Hobart        | WTA 250   | 267 082 $   | Dur (ext.) | Chan Hao-ching Giuliana Olmos  | Guo Hanyu     | 6-3, 6-3         | Parcours |
| 3  | 29-01-2024 | Thailand Open Hua Hin              | WTA 250   | 267 082 $   | Dur (ext.) | Miyu Kato Aldila Sutjiadi      | Guo Hanyu     | 6-4, 1-6, [10-7] | Parcours |
| 4  | 29-07-2024 | Mudabala Citi DC Open Washington   | WTA 500   | 922 573 $   | Dur (ext.) | Asia Muhammad Taylor Townsend  | Wu Fang-hsien | 7-60, 6-3        | Parcours |
| 5  | 09-02-2025 | Qatar TotalEnergies Open 2025 Doha | WTA 1000  | 3 654 963 $ | Dur (ext.) | Sara Errani Jasmine Paolini    | Wu Fang-hsien | 7-5, 7-610       | Parcours |

## Parcours en Grand Chelem

### En simple dames
N'a jamais participé à un tableau final.

### En double dames
| Année | Open d'Australie                                                                | Open d'Australie                                                                  | Internationaux de France                                                          | Internationaux de France                                                             | Wimbledon | Wimbledon | US Open | US Open |
| ----- | ------------------------------------------------------------------------------- | --------------------------------------------------------------------------------- | --------------------------------------------------------------------------------- | ------------------------------------------------------------------------------------ | --------- | --------- | ------- | ------- |
| 2018  | 1er tour (1/32) Tang Q. \|\| style="text-align:left;" \| M. Barthel C. Witthöft | —                                                                                 | —                                                                                 | —                                                                                    | —         | —         | —       |         |
| 2019  | 2e tour (1/16) Wang Q. \|\| style="text-align:left;" \| Chan H.-c. Chan Y.-j.   | 1er tour (1/32) Wang Q. \|\| style="text-align:left;" \| T. Babos K. Mladenovic   | —                                                                                 | —                                                                                    | —         | —         |         |         |
|       |                                                                                 |                                                                                   |                                                                                   |                                                                                      |           |           |         |         |
| 2024  | 3e tour (1/8) Guo H. \|\| style="text-align:left;" \| G. Dabrowski E. Routliffe | 1er tour (1/32) Guo H. \|\| style="text-align:left;" \| L. Fernandez E. Routliffe | 1er tour (1/32) Guo H. \|\| style="text-align:left;" \| L. Fernandez E. Shibahara | 2e tour (1/16) M. Ninomiya \|\| style="text-align:left;" \| L. Kichenok J. Ostapenko |           |           |         |         |
| 2025  | 1er tour (1/32) Wang Y. \|\| style="text-align:left;" \| R. Šramková V. Tomova  | 2e tour (1/16) Wu F.-h. \|\| style="text-align:left;" \| A. Danilina A. Krunić    | 2e tour (1/16) Wu F.-h. \|\| style="text-align:left;" \| D. Krawczyk O. Gadecki   |                                                                                      |           |           |         |         |

N.B. : le nom du ou de la partenaire se trouve sous le résultat ; les noms des ultimes adversaires se trouvent à droite.

### En double mixte
| 2025 | — | — | 2e tour (1/8) R. Galloway \|\| style="text-align:left;" \| S. Errani A. Vavassori | 2e tour (1/8) Y. Bhambri \|\| style="text-align:left;" \| Zhang S. M. Arévalo | — | — |

N.B. : le nom du partenaire se trouve sous le résultat ; les noms des ultimes adversaires se trouvent à droite.

## Classements WTA en fin de saison
| Année          | 2015 | 2016 | 2017 | 2018 | 2019 | 2020 | 2021 | 2022 | 2023 | 2024 |
| Rang en simple | –    | 679  | 666  | 676  | 775  | 802  | 1095 | –    | 519  | –    |
| Rang en double | 975  | 352  | 93   | 114  | 104  | 119  | 253  | –    | 80   | 44   |

Source : (en) Classements de Jiang Xinyu sur le site officiel de la Fédération internationale de tennis